# Jędrzej Śniadecki
Jędrzej Śniadecki (archaïquement en anglais, Andrew Sniadecki, 30 novembre 1768 - 12 mai 1838) est un écrivain, biologiste, chimiste et médecin polonais. Ses travaux incluent la création de la terminologie polonaise moderne en chimie.

## Ouvrage en français
André Sniadecki, Théorie des êtres organiques, traduit du polonais par J. J. Ballard et Dessaix, éd. Gabon, Méquignon et Barrois (Paris), 1824.